# José Ignacio Torreblanca
José Ignacio Torreblanca Payá (Madrid, 1968) es un analista político y periodista. Escritor de opinión para El Mundo desde 2018, fue director de la sección de opinión de El País entre 2016 y 2018.

## Biografía
Nacido el 1968 en Madrid, se doctoró en ciencia política por la Universidad Complutense de Madrid (UCM). Es profesor titular de la Universidad Nacional de Educación a Distancia (UNED). Fue investigador por el Real Instituto Elcano.
Torreblanca empezó a trabajar regularmente como columnista en El País el 2008. De ideología europeísta, fue también director de la oficina en Madrid del think tank Consejo Europeo de Relaciones Exteriores (ECFR). En junio de 2016, se convirtió en director de la sección de opinión de El País.
Después de la llegada de Soledad Gallego-Díaz al cargo de directora de El País en junio de 2018, Torreblanca abandonó el diario y fue reemplazado por Máriam Martínez-Bascuñán. Posteriormente, en septiembre de 2018, Torreblanca se incorporó a El Mundo como escritor de opinión en el departamento dirigido por Jorge Bustos.

## Premios
- Premio Salvador de Madariaga; prensa escrita (2015)[7]

## Obras
- — (2001). The Reuniting of Europe: Promises, Negotiations and Compromises. London: Ashgate.[8]
- — (2011). La fragmentación del poder europeo. Madrid: Icaria.[5]
- — (2015). Asaltar los cielos. Podemos o la política después de la crisis. Barcelona: Debate.[9]